# Заједнице, региони и језичке области Белгије
Краљевина Белгија је федерална држава коју чине три заједнице, три региона и четири језичке области.
Језичке области су успостављене Другим Гилсоновим актом, који је ступио на снагу 2. августа 1963. године. Подјела на језичке области, укључена је у Устав Белгије 1970. године. Кроз уставне реформе седамдесетих и осамдесетих године 20. вијека, регионализација унитарне државе довела је до тростепене федерације: створене су федерална влада, регионалне владе и владе заједнице, компромис створен како ми смирио језичке, културне, друштвене и економске тензије.

## Схематски преглед
Овај схематски преглед је заснован на федералној структури Белгије која је дефинисана првим чланом Устава Белгије.
Сваки од ових ентитета има своју скупштину и владу (за федералну државу и федералне јединице) или имају свој савјет и извршни колеџ (за покрајине и општине). Ентитети означени искошеним словима немају своје институције: окружења немају јер су чисто административна јединице, језичке области немају јер су дефинисане на језичком режиму општина и Фламански регион јер његове надлежности остварају Фламанска заједница.
| федерална држава | 1   | Краљевина Белгија                           | Краљевина Белгија                           | Краљевина Белгија                           | Краљевина Белгија                           | Краљевина Белгија                           | Краљевина Белгија                                    | Краљевина Белгија                                    | Краљевина Белгија                                   | Краљевина Белгија                                   | Краљевина Белгија                                   | Краљевина Белгија                                   | Краљевина Белгија                                   | Краљевина Белгија                                 |
| заједнице        | 3   | Шаблон:Подаци о застави Фламанска заједница | Шаблон:Подаци о застави Фламанска заједница | Шаблон:Подаци о застави Фламанска заједница | Шаблон:Подаци о застави Фламанска заједница | Шаблон:Подаци о застави Фламанска заједница | Шаблон:Подаци о застави Фламанска заједница          | Шаблон:Подаци о застави Француска заједница Белгије  | Шаблон:Подаци о застави Француска заједница Белгије | Шаблон:Подаци о застави Француска заједница Белгије | Шаблон:Подаци о застави Француска заједница Белгије | Шаблон:Подаци о застави Француска заједница Белгије | Шаблон:Подаци о застави Француска заједница Белгије | Шаблон:Подаци о застави Њемачка говорна заједница |
| регион           | 3   | Шаблон:Подаци о застави Фламански регион    | Шаблон:Подаци о застави Фламански регион    | Шаблон:Подаци о застави Фламански регион    | Шаблон:Подаци о застави Фламански регион    | Шаблон:Подаци о застави Фламански регион    | Шаблон:Подаци о застави регион главног града Брисела | Шаблон:Подаци о застави регион главног града Брисела | Шаблон:Подаци о застави Валонски регион             | Шаблон:Подаци о застави Валонски регион             | Шаблон:Подаци о застави Валонски регион             | Шаблон:Подаци о застави Валонски регион             | Шаблон:Подаци о застави Валонски регион             | Шаблон:Подаци о застави Валонски регион           |
| језичке области  | 4   | Холандска                                   | Холандска                                   | Холандска                                   | Холандска                                   | Холандска                                   | Двојезична                                           | Двојезична                                           | Француска                                           | Француска                                           | Француска                                           | Француска                                           | Француска                                           | Њемачка                                           |
| покрајине        | 10  | Западна Фландрија                           | Источна Фландрија                           | Антверпен                                   | Лимбург                                     | Фламански Брабант                           | —                                                    | —                                                    | Валонски Брабант                                    | Ено                                                 | Луксембург                                          | Намир                                               | Лијеж                                               | Лијеж                                             |
| окрузи           | 43  | 8                                           | 6                                           | 3                                           | 3                                           | 2                                           | 1                                                    | 1                                                    | 1                                                   | 7                                                   | 5                                                   | 3                                                   | 4                                                   | 4                                                 |
| општине          | 589 | 64                                          | 65                                          | 70                                          | 44                                          | 65                                          | 19                                                   | 19                                                   | 27                                                  | 69                                                  | 44                                                  | 38                                                  | 75                                                  | 9                                                 |

## Подјела земље
Шаблон:Политички систем Белгије
Три заједнице су:
- Фламанска заједница холандског говорног становништва
- Француска заједница француског говорног становништва
- Њемачка говорна заједница њемачког говорног становништва

Три региона су:
- Регион главног града Брисела
- Фламански регион
- Валонски регион

Четири језичке области су:
- Холандска говорна област
- Француска говорна област
- Њемачка говорна област (која има посебне језичке олакшице за говорнике француског језика)
- Двојезичка област главног града Брисела

Сви ови ентитети имају географске границе. Језичке области немају канцеларије или овлашћења и постоје дефакто као географски обрасци и служе само за објашњење подјеле овлашћења. Институције заједница су подједнако географски одређене. Белгијске заједнице се званично не односе на непосредне групе људи, него на посебне политичке, језичке и културне надлежности земље. У Белгији нема поднациналних јединица.
Наиме, све заједнице имају прецизно и законито успостављена подручја у којима се вршити своје надлежности: Фламанска заједница има законска овлашћења (за надлежности заједнице) само у холандској говорној области (која се поклапа са Фламанским регионом) и двојезичкој области Региона главног града Брисела (која се подудара са називом региона); Фламанска заједница аналогно има овлашћења само у Француској језичкој области Валонског региона и Региону главног града Брисела и Њемачки говорни регион у Њемачкој језичкој области, која је мали дио покрајине Лијеж у Валонском региону на граници са Њемачком.
Уставне језичке области утврђене су службеним језицима у њиховим општинама, као и географске границе институција оснажених за одређена питања:
|                           | Јавне услуге дате на језику појединца којим се издражава… | Јавне услуге дате на језику појединца којим се издражава… | Јавне услуге дате на језику појединца којим се издражава… | Заједнице      | Заједнице       | Заједнице      | Региони (и њихове покрајине) | Региони (и њихове покрајине) | Региони (и њихове покрајине) | Федерална држава |
| Фламанска                 | Јавне услуге дате на језику појединца којим се издражава… | Јавне услуге дате на језику појединца којим се издражава… | Јавне услуге дате на језику појединца којим се издражава… | Француска      | Њемачка говорна | Фламански      | Валонски                     | Главни град Брисел           |                              | Федерална држава |
| Фламанска                 | …на холандском | …на француском                                            | …на њемачком                                              | Француска      | Њемачка говорна | Фламански      | Валонски                     | Главни град Брисел           |                              | Федерална држава |
| ------------------------- | --- | --------------------------------------------------------- | --------------------------------------------------------- | -------------- | --------------- | -------------- | ---------------------------- | ---------------------------- | ---------------------------- | ---------------- |
| Холандска језичка област  | Зелена квачица | у 12 општина (ограничено на ’олакшице’)                   | —                                                         | Зелена квачица | —               | —              | Зелена квачица               | —                            | —                            | Зелена квачица   |
| Француска језичка област  | у 4 општине (ограничено на ’олакшице’) | Зелена квачица                                            | у 2 општине (ограничено на ’олакшице’)                    | —              | Зелена квачица  | —              | —                            | Зелена квачица               | —                            | Зелена квачица   |
| Двојезичка област Брисела | Зелена квачица | Зелена квачица                                            | —                                                         | Зелена квачица | Зелена квачица  | —              | —                            | —                            | Зелена квачица               | Зелена квачица   |
| Њемачка језичка област    | — | у свих 9 општина (ограничено на ’олакшице’)               | Зелена квачица                                            | —              | —               | Зелена квачица | —                            | Зелена квачица               | —                            | Зелена квачица   |
|                           | По закону, становници 27 општина могу затражити да ограничене услуге буду изведена на сусједном језику, оснивајући тако ’олакшице’ за те општине. ’Олакшице’ постоје само у посебним општинама које се налазе у близини границе Фламанског са Валонским и Бриселским регионом и такође у 2 општине Валонског региона које се граниче са Њемачком језичком облашћи, као и за говорнике француског језика у Њемачкој говорној области. |                                                           |                                                           |                |                 |                |                              |                              |                              |                  |

Иако би то довело до постојања седам скупштина и влада, када су Заједнице и Региони створени 1980. године, фламански политичари одлучили су званично спојити Фламански регион са Фламанском заједницом, са једном скупштином, једном владом и једном администрацијом, која остварује надлежности региона и заједнице, иако фламански парламентарци из Региона главног града Брисела не могу гласати о надлежностима Фламанског региона; тако да у холандској језичкој области постоји једно јединствено институционо тијело скупштине и владе овлашћено за сва питања осим за федерална и посебна општинска питања. Док Валонски регион и Француска заједница имају засебне скупштине и владе, чланови Скупштине Фламанске заједнице доводи су чланови француски говорници Валонске скупштине и Скупштине Региона главног града Брисела и министри Валонске владе често обављају дужности и министара у Влади Француске заједнице.

### Даља подјела
Фламански регион и Валонски регион се састоје од по пет покрајина. Регион главног града Брисела није покрајина и не садржи ниједну покрајину. Ова три региона су даље подијељени на 589 општина, које се генерално састоје од по неколико подопштина. Ове подопштине су у прошлости биле независне општине, али више немају никакву службену сврху.
Мање поднационалне јединице укључују унутаропштинске округе (које тренутно постоје само у Антверпену), административне, изборне и законске округе, полицијске округе, као и нове унтаропштинске полицијске зоне (нижег степена од полицијских округа).

## Надлежности
Федерална држава задржава значајно „заједничко насљеђе”. Ово укључује судство, одбрану, савезну полицију, социјално осигурање, јавну дуг и друге аспекте јавних финансија, нуклеарну енергију и предузећа у државном власништву (као што су Белгијске жељезнице које су заправо изузетак регионализације саобраћаја; Поштанска служба која је била федерална, али је приватизована). Држава је одговорна за обавезе Белгије и њених федерализованих институција према Европској унији и Организацији Сјеверноатлантског споразума. Она управља значајним дијеловима јавног здравства, унутрашњих послова и спољних послова.
Заједнице остварују надлежности само унутар језичко одређених географских граница, изворно оријентисаних према језику појединаца из Заједнице: култури (укључујући аудиовизуелне медије), образовању и употреби одговарајућег језика.
Региони имају овлашћења у пољима повезаним са својом територијом у најширем значењу термина, која се тичу економије, запошљавања, пољопривреде, водне политике, становања, јавних радова, енергетике, саобраћаја, животне средине, планирања градова и земље, очувања природе, кредитирања и спољних трговинских односа. Они надзиру покрајине, општине и комунална предузећа.
У неколико поља, различити нивои имају свој властити став о специфичностима. О образовању на примјер, аутономија Заједница не укључује одлуке о обавезном аспекту, нити одређује минималне услове за додјелу квалификација, које остају питање федералне власти. Сваки ниво може бити укључен у научна истраживања и међународне односе везане за своја овлашћења.

## Заједнице
| Назив                | Фламанска заједница                                        | Француска заједница         | Њемачка говорна заједница     |
| -------------------- | ---------------------------------------------------------- | --------------------------- | ----------------------------- |
| Холандски назив      | Vlaamse Gemeenschapⓘ                                       | (Franse Gemeenschap)ⓘ       | (Duitstalige Gemeenschap)ⓘ    |
| Француски назив      | (Communauté flamande)                                      | Communauté française        | (Communauté germanophone)     |
| Њемачки језик        | (Flämische Gemeinschaft)                                   | (Französische Gemeinschaft) | Deutschsprachige Gemeinschaft |
| Подручје             |                                                            |                             |                               |
| Застава              |                                                            |                             |                               |
| Главни град          | Брисел                                                     | Брисел                      | Епен                          |
| Становништво         |                                                            |                             | 76.328 [2015] (0,7% Белгије)  |
| Министар-предсједник | Герт Баургеос (списак) (заједнички са Фламанским регионом) | Риди Демот (списак)         | Оливер Паш (списак)           |
| Веб-сајт             |                                                            |                             |                               |